# ۳۸۴ (میلادی)
۳۸۴ (میلادی) سیصد و هشتاد و چهارمین سال تقویم میلادی است.

## زادگان
- ۹ سپتامبر - هونوریوس، امپراتور روم غربی (مرگ ۴۲۳)

## درگذشتگان
‎